# Morad
Morad, pseudonimo di Morad El Khattouti El Horami (in arabo مراد الخطوطي‎?, Murād āl-Kẖṭūṭī; Barcellona, 5 marzo 2000), è un rapper spagnolo di origine marocchina.

## Biografia
È nato in Spagna da genitori marocchini, a L'Hospitalet de Llobregat, vicino a Barcellona, sua madre è di Larache e suo padre era di Nador, quest'ultimo abbandonò la famiglia quando Morad era giovane. Trascorse parte della sua infanzia in comunità. Ha iniziato a rappare con gli amici all'età di 18 anni tramite audio WhatsApp.

## Carriera
Nel 2019 pubblica il singolo MDLR, che lo porta nel mercato musicale spagnolo. Crea l'etichetta MDLR e nel 2020 pubblica l'album omonimo, certificato disco di platino in Spagna.
Nel 2021 pubblica molti singoli certificati tutti dischi d'oro. Nel 2022 parte con il suo primo tour europeo. Ha avuto un successo incredibile negli ultimi anni.

## Stile musicale
La fonte di ispirazione per i testi di Morad viene dalle esperienze della sua infanzia e adolescenza e da come è andato avanti nonostante la delinquenza giovanile e la situazione marginale in cui viveva. Si vanta anche di raccontare le "verità" che vive la strada, come i molteplici abusi da parte della polizia.
Il cantante confessa che la musica lo ha fatto maturare e ammette che grazie alla musica è conosciuto, riesce a guadagnarsi da vivere con essa e fuori dal suo quartiere lo guardano in modo diverso. Si esibisce principalmente nello stile musicale drill, uno stile con tratti in comune con il rap francese di origine maghrebina.